# تیم ملی فوتبال زنان ایتالیا
تیم ملی فوتبال زنان ایتالیا (ایتالیایی: Nazionale di calcio femminile dell'Italia) نمایندهٔ زنان این کشور در ردهٔ ملی است. این تیم زیر نظر فدراسیون فوتبال ایتالیا قرار دارد.

## افتخارات

### کارنامهٔ جام جهانی
- ۱۹۷۰ :پایانی (رقابت غیر رسمی)
- ۱۹۷۱ :نیمه پایانی (رقابت غیر رسمی)
- ۱۹۸۱ :قهرمان (رقابت غیر رسمی)
- ۱۹۸۴ :قهرمان (رقابت غیر رسمی)
- ۱۹۸۵ :پایانی (رقابت غیر رسمی)
- ۱۹۸۶ :قهرمان (رقابت غیر رسمی)
- ۱۹۸۸: پایانی (رقابت غیر رسمی)

### نتایج در جام جهانی
| سال   | نتیجه           | بازی | برد | تساوی* | باخت | گل زده | گل خورده | تفاضل گل |
| ----- | --------------- | ---- | --- | ------ | ---- | ------ | -------- | -------- |
| ۱۹۹۱  | یک چهارم پایانی | ۴    | ۲   | ۱      | ۱    | ۸      | ۵        | +۳       |
| ۱۹۹۵  | حضور نداشت      | -    | -   | -      | -    | -      | -        | -        |
| ۱۹۹۹  | مرحلهٔ گروهی     | ۳    | ۱   | ۱      | ۱    | ۳      | ۳        | ۰        |
| ۲۰۰۳  | راه نیافت       | -    | -   | -      | -    | -      | -        | -        |
| ۲۰۰۷  | راه نیافت       | -    | -   | -      | -    | -      | -        | -        |
| ۲۰۱۱  | راه نیافت       | -    | -   | -      | -    | -      | -        | -        |
| ۲۰۱۵  | راه نیافت       | -    | -   | -      | -    | -      | -        | -        |
| مجموع | ۲/۶             | ۷    | ۳   | ۲      | ۲    | ۱۱     | ۸        | +۳       |

۰* تساوی با احتساب ضربات پنالتی

### جام قهرمانان اروپا
- ۱۹۶۹:قهرمان (رقابت غیر رسمی)
- ۱۹۷۹:پایانی (رقابت غیر رسمی)
- ۱۹۸۴:نیمه پایانی
- ۱۹۸۷:سوم
- ۱۹۸۹:چهارم
- ۱۹۹۱:چهارم
- ۱۹۹۳:پایانی
- ۱۹۹۵:یک چهارم پایانی
- ۱۹۹۷:پایانی
- ۲۰۰۱:یک چهارم پایانی
- ۲۰۰۵:یک چهارم پایانی
- ۲۰۰۹:یک چهارم پایانی
- ۲۰۱۳:یک چهارم پایانی
- ۲۰۱۷:یک هشتم پایانی
- ۲۰۲۲:یک هشتم پایانی